# Inversión (maniobra aérea)

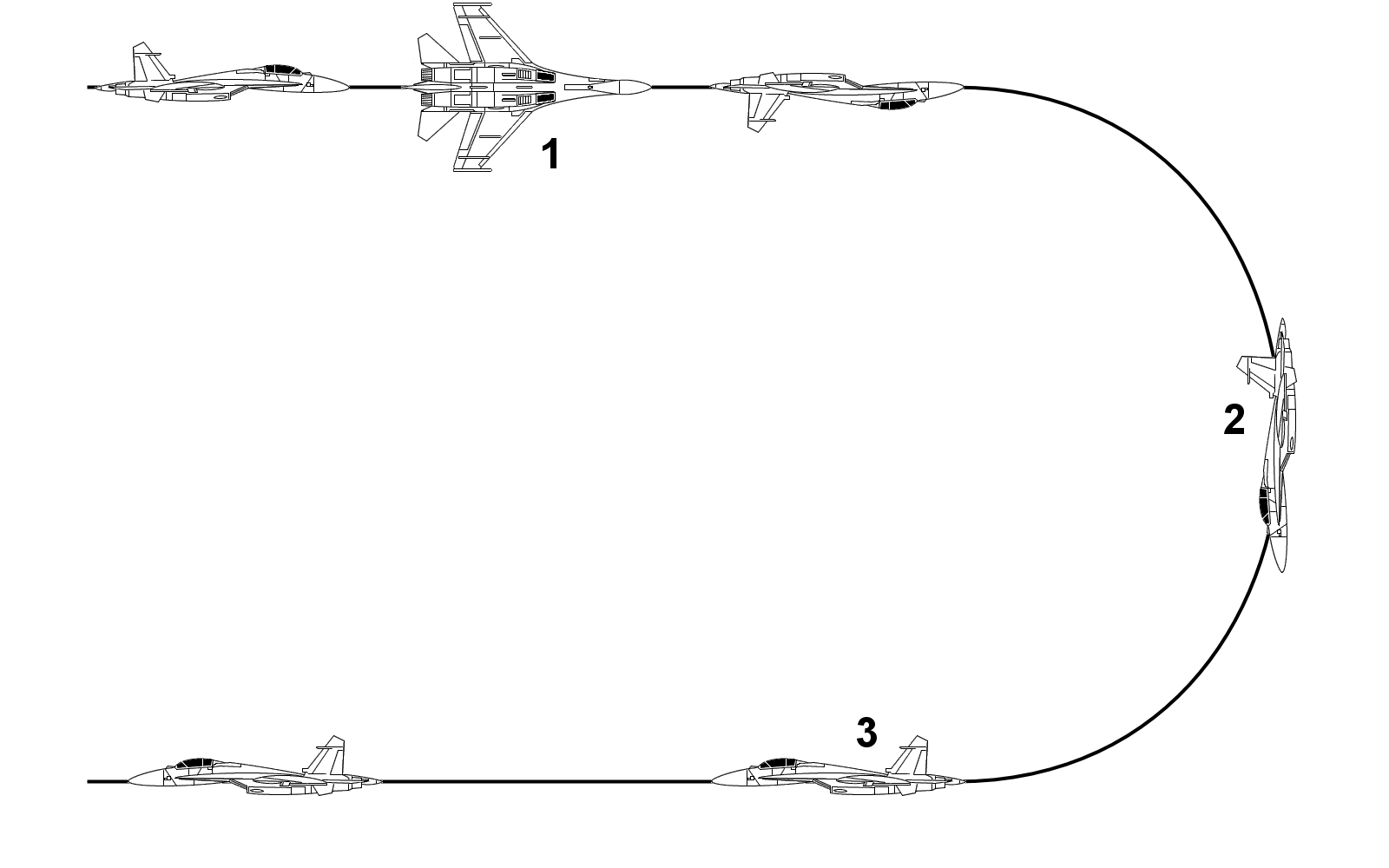
Vista esquemática de una Inversión:
1. 1/2 tonel.
2. Medio rizo.
3. Salida horizontal

Animación de la Inversión

La inversión es una maniobra aérea que consiste en medio tonel para dejar el avión en invertido. La recuperación se hace tirando hacia abajo, como en la segunda mitad de un rizo, finalizando con un rumbo opuesto al que se llevaba al empezar la maniobra. Es una maniobra opuesta al giro Immelmann.

## Métodos de entrada
La inversión tiene tres métodos de entrada. 
- El primer método consiste en medio tonel rápido, que se continúa con la recuperación por medio de un rizo, sin ninguna pausa en la posición de intertido.
- El segundo método es el compuesto por medio tonel rápido, que se detiene momentáneamente en invertido y se continúa mediante medio rizo.
- El tercer método, desarrollado para los pilotos de la USAF, consiste en medio tonel lento seguido por medio looping.

## Pasos en la ejecución de la inversión
1. Sobre una referencia lineal en el terreno, se reduce la velocidad a la de un tonel rápido.
2. Se efectúa medio tonel rápido, deteniéndolo en invertido.
3. Cuando el avión está en invertido se mantiene la palanca atrás para enlazar con la segunda mitad de un rizo. Se retrasan los gases.
4. Se continúa tirando de la palanca hacia atrás, se comprueba la alineación con la línea de referencia y se controla el aumento de la velocidad variando con cuidado la presión sobre la palanca.
5. Recuperarse en vuelo recto y nivelado y acelerar hasta la potencia de crucero. La velocidad no debe ser superior a la de entrada.

## Variantes de la inversión
- Inversión a 45°: Esta maniobra es la inversa de la Imperial Tombé, primero se sube a un ángulo de 45°, se alabea para realizar medio tonel para quedar subiendo a 45°, y después se realizan 5/8 de rizo terminando  la maniobra en horizontal.[1]